# Bob Kap
Bob Kap (eigentlich Robert Kapoustin, während seiner ungarischen Zeit Božidar Kapušto, geboren als Bojidar Nikolaiovich Kapusto,  * 10. Juni 1923 in Skopje, damals Königreich der Serben, Kroaten und Slowenen, heute Nordmazedonien; † 14. März 2010 in Ottawa, Ontario) war ein jugoslawisch-US-amerikanischer Fußball- und American-Football-Trainer.
Kap übersiedelte in den 1950ern aus Jugoslawien nach Kanada; nach eigenen Angaben floh er nach einem Jahrzehnt als Fußballprofi in Jugoslawien infolge des Ungarnaufstands. 1954 bis 1956 absolvierte er an der Budapester Sporthochschule Testnevelési Egyetem auf Vorschlag des ungarischen Fußballverbandes ein Studium, das er im Juni 1956 mit einem Trainerdiplom abschloss. In Toronto arbeitete er als Reporter für ein Fußballmagazin. 1967 beauftragte Lamar Hunt Kap für seine NASL-Franchise Dallas Tornado ein Team in Europa zusammenzustellen. Kap engagierte in Europa eine sehr junge (fast alle unter 20 Jahre alt) Mannschaft, hauptsächlich Engländer, Skandinavier und Niederländer, und ging mit dem Team vor dem Saisonstart der NASL auf eine 7-monatige Tour durch Europa und Asien – darunter auch ein Gastspiel im vom Vietnamkrieg gezeichneten Saigon. Während der NASL-Saison gewann das Team nur zwei Spiele. Kap wurde mit dem Großteil der Mannschaft entlassen.
Anfang der 1970er-Jahre war er Kicking scout der Dallas Cowboys, der als Erster ausgebildete europäische Fußballspieler als Kicker in die NFL holte. Erster war der Österreicher Toni Fritsch, insgesamt vermittelte er neun Europäer in die NFL.
1974/75 war am ersten Versuch einer Satellitenliga der NFL in Europa beteiligt, der Intercontinental Football League, die zwar bereits in der Planungsphase scheiterte, aber als Wegbereiter der World League of American Football/NFL Europe gilt.